# لين ماكوات
لين إليزابيث ماكوات عالمة كيمياء حيوية وبيولوجيا جزيئية أمريكية تركز أبحاثها على الآليات الخلوية للأمراض البشرية. وهي عضو منتخب في الأكاديمية الأمريكية للفنون والعلوم، والأكاديمية الوطنية للعلوم والأكاديمية الوطنية للطب. وهي تشغل حاليًا كرسي منح لويل أوربيسون وهي أستاذة في الكيمياء الحيوية والفيزياء الحيوية وطب الأطفال وعلم الأورام في المركز الطبي بجامعة روتشستر. البروفيسور ماكوات هي أيضًا المدير المؤسس لمركز بيولوجيا الحمض النووي الريبوزي والرئيس المؤسس لخريجات العلوم في جامعة روتشستر.